# Heinrich August Dietrich
Heinrich August Dietrich (* 4. November 1820 in Zwenkau; † 9. Dezemberjul. / 21. Dezember 1897greg. in Tallinn) war ein im Baltikum tätiger deutscher Botaniker und Landschaftsgärtner. Sein offizielles botanisches Autorenkürzel lautet „H.A.Dietr.“

## Leben
Adam Heinrich August Dietrich wurde unweit von Leipzig geboren. Zwischen 1848 und 1857 war Dietrich als Landschaftsgärtner und Gartenaufseher am deutschbaltischen Gut von Haimre (deutsch Heimar) in der damals russischen Provinz Estland beschäftigt. Dietrich schuf dort einen großzügig angelegten Park im englischen Stil. Der Park von Haimre gehört heute noch zu den Sehenswürdigkeiten der Region. Daneben legte Dietrich den Obstgarten im Gutshof von Kunda an.
Nach seiner Zeit im Haimre hielt sich Dietrich für ein halbes Jahr zu Studien in der Bibliothek und im Herbarium der Russischen Akademie der Wissenschaften in Sankt Petersburg auf.
Anschließend lebte er als Eigentümer einer Baumschule und eines Gartengeschäfts in der estnischen Hauptstadt Tallinn (Reval). Dietrich führte zahlreiche neue Nutzpflanzen nach Estland ein. In Tallinn war er einer der Mitbegründer des „Estländischen Gartenbauvereins“ und 1862 dessen Sekretär. Dietrich wurde vor seinem Tod zum Ehrenbürger der estnischen Hauptstadt ernannt.

## Wissenschaftliche Leistung
Heinrich August Dietrich gilt als einer der Pioniere der Mykologie im Baltikum. Daneben beschäftigte er sich intensiv mit Lichenologie und Phykologie. Die kryptogamischen Forschungen des Gelegenheitswissenschaftlers gelten als wegweisend, insbesondere seine Arbeit Blicke in die Cryptogamenwelt der Ostseeprovinzen. Dietrich verfasste darüber hinaus 1854 und 1865 sachkundige und genaue Artenverzeichnisse der einheimischen Pflanzenwelt.

## Veröffentlichungen
- „Acclimatisationsversuche im Norden als Beitrag zur Landschaftsgärtnerei.“ In: Mitteilungen der Kaiserlichen freien ökonomischen Gesellschaft zu St. Petersburg. Sankt Petersburg 1854 (Band 1, S. 49–64; Band 22, S. 181–215)

- Blicke in die Cryptogamenwelt der Ostseeprovinzen. Dorpat [Tartu] 1856 (Nachdruck März 2010).

- „Alphabetisch geordnetes Verzeichniß der Zierbäume und Sträucher, welche in den Gärten der Provinz Ehstland, mit mehr oder weniger Erfolg angepflanzt, vorkommen.“ In: Mitteilungen über die Wirksamkeit des Ehstländischen Gartenbau-Vereins zu Reval. Reval [Tallinn] 1865 (Band 2, S. 12–35)